# Alfred Sitzwohl
Alfred Sitzwohl (* 5. August 1930; † 15. Oktober 2015 in Graz) war ein österreichischer Radrennfahrer und nationaler Meister im Radsport.

## Sportliche Laufbahn
Sitzwohl war im Straßenradsport aktiv. 1950 gewann er die Österreichische Staatsmeisterschaft im Straßenrennen. 1951 konnte er den Titel verteidigen. 1950 holte er den Titel im Mannschaftszeitfahren. In der Österreich-Rundfahrt holte er 1951 und 1955 jeweils einen Etappensieg. Seine beste Platzierung im Gesamtklassement war der 6. Platz 1951. 1955 gewann er eine Etappe bei Wien–Rabenstein–Gresten–Wien. Die Internationale Friedensfahrt bestritt er zweimal. 1952 wurde er 26. und 1953 22. der Gesamtwertung.
Bei Straßenradsport-Weltmeisterschaften 1951 kam er im Amateurrennen als 21. ins Ziel.